# Copa Mundial Femenina de Rugby League
La Copa Mundial Femenina de Rugby League es la principal competición internacional femenina de rugby league de la International Rugby League. 

## Historia
Este competición se celebró por primera vez en 2000 en Reino Unido, siendo obtenido por la selección de Nueva Zelanda, consagrándose como las primeras campeonas del torneo.
En sus primeras tres ediciones mostro una superioridad por parte del seleccionado de Nueva Zelanda quienes obtuvieron las tres ediciones disputadas entre el 2000 y 2008.
Desde la edición de 2013 disputada en Inglaterra el seleccionado australiano ha tomado el relevo del seleccionado de Nueva Zelanda obteniendo las ediciones 2013, 2017 y 2021.
En la edición de 2021, disputada en 2022 en Inglaterra por razones relacionadas a la pandemia de COVID-19, Australia se impuso en la final por un marcador de 54 a 4 sobre Nueva Zelanda.
La edición de 2025 que se iba a disputar en Francia fue cancelada ya que el organizador desistió de su organización a causa de razones económicas.

## Resultados
| I   | 2000 | Reino Unido   | Nueva Zelanda     | 26 - 4            | Gran Bretaña      |                   |                   |                   |                   |                   |
| II  | 2003 | Nueva Zelanda | Nueva Zelanda     | 58 - 0            | New Zealand Maori |                   |                   |                   |                   |                   |
| III | 2008 | Australia     | Nueva Zelanda     | 34 - 0            | Australia         |                   |                   |                   |                   |                   |
| IV  | 2013 | Inglaterra    | Australia         | 22 - 12           | Nueva Zelanda     |                   |                   |                   |                   |                   |
| V   | 2017 | Australia     | Australia         | 23 - 16           | Nueva Zelanda     |                   |                   |                   |                   |                   |
| VI  | 2022 | Inglaterra    | Australia         | 54 - 4            | Nueva Zelanda     |                   |                   |                   |                   |                   |
| -   | 2025 | Francia       | Edición cancelada | Edición cancelada | Edición cancelada | Edición cancelada | Edición cancelada | Edición cancelada | Edición cancelada | Edición cancelada |
| VII | 2026 | Australia     | A disputarse      | A disputarse      | A disputarse      | A disputarse      | A disputarse      | A disputarse      | A disputarse      | A disputarse      |

## Posiciones
- Número de veces que las selecciones ocuparon cada posición en todas las ediciones.

| Equipo            | Campeón | 2º puesto |
| ----------------- | ------- | --------- |
| Nueva Zelanda     | 3       | 3         |
| Australia         | 3       | 1         |
| Gran Bretaña      |         | 1         |
| New Zealand Maori |         | 1         |